# Коран (Изер)
Коран (фр. Corenc) насеље је и општина у источној Француској у региону Рона-Алпи, у департману Изер која припада префектури Гренобл.
По подацима из 2011. године у општини је живело 3898 становника, а густина насељености је износила 599,69 становника/km². Општина се простире на површини од 6,5 km². Налази се на средњој надморској висини од 467 метара (максималној 1.328 m, а минималној 221 m).

## Демографија
| 1962. | 1968. | 1975. | 1982. | 1990. | 1999. | 2011. |
| ----- | ----- | ----- | ----- | ----- | ----- | ----- |
| 2.510 | 2.850 | 3.029 | 3.138 | 3.356 | 3.856 | 3.898 |

График промене броја становника у току последњих година